# Matthieu Chalmé
Matthieu Chalmé (Bruges, 7 ottobre 1980) è un ex calciatore francese, di ruolo difensore.